# Pale (Cefal·lènia)
Pale (grec antic: Πάλη, llatí: Pale) fou una ciutat de Cefal·lènia, situada a la península occidental de l'illa.
Segons Ferecides, Pale es corresponia amb Dulíquion, que Homer esmenta tant a la Ilíada com a l'Odissea, opinió compartida per Pausànias però rebutjada per Estrabó. Polibi descriu Pale com una ciutat situada en un un lloc elevat i envoltat de mar per penya-segats llevat de la banda que mira a l'illa de Zacint. Afegeix que la ciutat tenia un territori fèrtil on es cultivava el blat.
200 homes de Pale van lluitar en la batalla de Platea contra els perses juntament amb gent de Lèucada i d'Anactòrion, segons diu Heròdot. Just a l'inici de la Guerra del Peloponès va ajudar a Corint en la lluita contra Corcira, fet del qual alguns sospiten que era una colònia coríntia. L'any 431 aC es va aliar amb Atenes juntament amb les altres ciutats de l'illa, diu Tucídides. Temps després la ciutat era partidària de la Lliga Etòlia contra la Lliga Aquea i va ser assetjada per Filip V de Macedònia que va ocupar la ciutat per la traïció d'un dels seus oficials. L'any 189 aC es va sotmetre als romans, dirigits per Marc Fulvi, sense lluita, i quan el mateix any els romans van ocupar Same, Pale es va convertir en la capital de l'illa. En temps d'Hadrià encara era ciutat lliure (grec antic: ἐλευθέρα καὶ αὐτόνομος).
Les seves restes (molt minses) es conserven vora la moderna vila de Lixuri. Segons William Smith, la plana on es troba la vila de Lixuri rep el nom de Pàlio (grec: Πάλιο), un topònim que conserva el nom de l'antiga ciutat, i que també seria a l'origen del nom de la península de Palikí (grec: Παλική).